# Cine de Yugoslavia
El cine de Yugoslavia comprende el arte del cine y películas creativas realizadas dentro de la nación de Yugoslavia o por cineastas yugoslavos en el extranjero. Debido a que Yugoslavia la formaron varias repúblicas antes de su desintegración en 1992, todas las películas de esa región fueron acreditadas como producciones yugoslavas, y no en sus respectivos países, con independencia de los productores o el director.
La industria cinematográfica yugoslava fue una de las más potentes e importantes durante la segunda mitad siglo XX. La crítica internacional premió y alabó muchas de las producciones yugoslavas —seis películas yugoslavas fueron nominadas al Óscar a la mejor película extranjera—, especialmente de prominentes directores como Emir Kusturica o Goran Paskaljević. También hubo varias películas que contaron con importantes actores internacionales, como Orson Welles y Yul Brynner en La batalla del río Neretva o Richard Burton en La batalla de Sutjeska. Yugoslavia fue un lugar escogido para filmar algunas películas extranjeras, como Fuerza 10 de Navarone con Harrison Ford, Armour of God con Jackie Chan o Escape de Sobibor con Rutger Hauer.

## Directores
La siguiente es una lista de los directores yugoslavos más notables:
- Emir Kusturica
- Dušan Makavejev
- Goran Marković
- Lordan Zafranović
- Goran Paskaljević
- Živojin Pavlović
- Hajrudin Krvavac

## Actores
La siguiente es una lista de los actores y actrices más notables del país:
- Slobodan Aligrudić
- Danilo Stojković
- Ljuba Tadić
- Bekim Fehmiu
- Fabijan Šovagović
- Mustafa Nadarević
- Bata Živojinović
- Boris Dvornik
- Ljubiša Samardžić
- Dragan Nikolić
- Rade Šerbedžija
- Milena Dravić
- Neda Arnerić
- Mira Furlan
- Ena Begović

## Películas
La siguiente es una selección de las películas más notables de Yugoslavia:
- La batalla del río Neretva
- ¿Te acuerdas de Dolly Bell?
- Ko to tamo peva
- Lude godine
- La familia maratón
- Dom za vešanje
- Tko pjeva zlo ne misli
- Papá está en viaje de negocios
- Encontré zíngaros felices

Coproducciones:
- Kelly's Heroes
- Capitán América
- Armour of God
- Ein Toter hing im Netz
- Le Prix du Danger
- High Road to China
- Transylvania 6-5000
- Genghis Khan
- El proceso
- W.R.: Mysteries of the Organism
- The Long Ships
- Taras Bulba
- Escape de Sobibor
- Score
- Old Shatterhand
- Kapò
- Man and Beast
- Destination Death